# Halobacteriales
A Halobacteriales egy Euryarchaeota törzsbe tartozó archea rend. Sóval telített vagy majdnem telített vízben élnek. Halofileknek is hívják őket, bár ezt a nevet használják más organizmusokra is melyek némileg kevésbé koncentrált sós vízben élnek.
Közös a legtöbb környezetükben hogy nagy mennyiségű só, nedvesség, valamint szerves anyag elérhető. Bakteriorodopszin pigmentjét használja fény elnyelésére, ami energiát ad az ATP előállításához, de nem képes a szenet szén-dioxidból megkötni. Másik pigmentje a halorodopszin, ami fényenergia felhasználásával pumpálja a kloridionokat a sejtmembránon át be a sejtbe, amivel feszültség gradiens hoz létre, továbbá segíti az energiatermelést a fényből. Létezhet sós környezetben, mert bár aerob különálló és különböző úton állítja elő az energiát fotoszintézis révén. A Halobacteria membránok részei lilás színűek. Ezek a részek végzik a fotoszintetikus reakciót a retinális pigmenttel a klorofill helyett. Ez lehetővé teszi proton gradiens létrehozását a membránon keresztül, melyet ATP létrehozására használ.